# Maurício Lima
Maurício Camargo Lima, bekannt als Maurício (* 27. Januar 1968 in Campinas) ist ein brasilianischer Volleyballspieler. Er wurde zweimal Olympiasieger und einmal Weltmeister.

## Karriere
Maurício nahm mit der brasilianischen Nationalmannschaft fünfmal in Folge (1988, 1992, 1996, 2000 und 2004) an den Olympischen Spielen teil und gewann 1992 in Barcelona sowie 2004 in Athen die Goldmedaille. Hinzu kommen Gold bei der Weltmeisterschaft 2002, der Sieg beim World Cup 2003 und vier Siege in der Volleyball-Weltliga.
Maurício spielte vorwiegend bei brasilianischen Vereinen (siebenmal brasilianischer Meister und fünfmal südamerikanischer Klubmeister), war aber auch in Italien bei Pallavolo Modena (1994 italienischer Pokalsieg), bei Gabeca Volley Monza und bei Lube Macerata (2005 Sieg CEV-Pokal) aktiv.
Maurício wurde mehrfach als „Wertvollster Spieler“ (MVP), „Bester Zuspieler“ etc. ausgezeichnet. 2012 wurde er in die „Volleyball Hall of Fame“ aufgenommen.